# Plus 44
Plus 44 ali na kratko +44 je bila ameriška punk rock in pop punk skupina iz ZDA (Kalifornija). To skupino lahko označimo tudi kot naslednjico skupine blink-182.

## Zgodovina in nastanek
Skupina Plus 44 je nastala po razpadu skupine blink-182 leta 2005. Skupino blink-182 so sestavljali Mark Hoppus in Travis Barker, ki sta po razpadu Blinkov ustanovila skupino +44 ter Tom Delonge, ki je ustanovil skupino Angels & Airwaves. Kasneje sta se Marku in Travisu pridružila še kitarista Shane Gallagher in Craig Fairbaugh. In tako je nastala skupina +44.

## Diskografija

### Album
- When Your Heart Stops Beating

Izdan je bil 14 novembra leta 2006 pri založbi Interscope Records.

## Zasedba
- Mark Hoppus — vokal, bas kitara
- Travis Barker — bobni
- Craig Fairbaugh — kitara, back vokal
- Shane Gallagher — kitara

### Sorodni članki
- Angels and Airwaves
- Blink-182